# Marina (1960)
Marina ist ein deutscher Schlagerfilm aus dem Jahre 1960 von Paul Martin mit der Italienerin Giorgia Moll und dem Boxeuropameister Bubi Scholz in den Hauptrollen.

## Handlung
Im Zentrum der sehr dünnen Handlung stehen vor allem zahlreiche beliebte Schlagerinterpreten und andere Sänger jener Zeit wie beispielsweise Renate Holm, Rex Gildo und Rocco Granata, der hier seinen titelgebenden Schlagerhit aus dem Vorjahr, Marina, erneut zum Besten gibt.
Mehrere musikbegeisterte, junge Leute finden in dem liebenswert-freundlichen, älteren Herrn Herzlieb, seines Zeichens Nachtwächter einer auf Instrumente spezialisierten Pfandleihe, einen hilfreichen Unterstützer ihrer Passion: zu singen und Musik zu machen. Mittels eines Kurzwellensenders können sie ihre Schlager sogar bis nach Brasilien versenden, woraufhin die Musikbegeisterten sogar ein Engagement erhalten. In einem zweiten Handlungsstrang steht die ausgebüxte Mary Miller im Mittelpunkt des Geschehens, deren Vater Robert Miller ein bekannter Dirigent und Bandleader ist. Bei den begeisterten Musikliebhabern findet sie ein neues Zuhause. Eines Tages lernt sie den charmanten Ralf Moebius kennen und verliebt sich in ihn. Vater und Tochter versöhnen sich, und einer Heirat der beiden jungen Leute steht schließlich nichts mehr im Wege.

## Produktionsnotizen
Marina entstand vom 15. Mai bis zum 25. Juni 1960 in den CCC-Studios von Berlin-Spandau. Die Uraufführung war am 19. August 1960.
Die Filmbauten stammen von Heinrich Weidemann und Paul Markwitz.
Für die 22-jährige Italienerin Giorgia Moll bedeutete Marina der Einstand im deutschen Film. Sie sprach ihren Text auf Italienisch. Der Profiboxer Bubi Scholz übernahm hier seine einzige Kinofilmhauptrolle. Auch der bekannte Schweizer Bandleader und langjährige Acapulco-Resident Teddy Stauffer, der Giorgia Molls Vater verkörpert, gab hier seinen deutschen Filmeinstand.
Neben den oben erwähnten Profisängern geben auch Trude Herr und Rudolf Platte als Duett eine komisch gehaltene Tanz- und Gesangseinlage mit dem Evergreen „Buona Sera, Signorina“ sowie mit dem damaligen Schlagererfolg von Trude Herr „Ich will keine Schokolade“.

## Kritiken
Paimann’s Filmlisten resümierte: „… wobei über Schlager … von gestern und heute die Handlung zu kurz kommt; mehr Schallplattenstars als Schauspieler, keine große Aufmachung.“

„Musikfilm mit schablonenhafter Handlung.“